# Теръл (окръг, Тексас)
Окръг Теръл (на английски: Terrell County) е окръг в щата Тексас, Съединени американски щати. Площта му е 6107 km², а населението - 1081 души (2000). Административен център е населеното място Сандерсън.